# Семёнов, Николай Константинович
Николай Константинович Семёнов (17 декабря 1902, д. Рямешка, Новгородская губерния — 1982, Москва) — советский организатор кинопроизводства, кинокритик.

## Биография
Родился 17 декабря 1902 года в деревне Рямешке Новгородской губернии. В 1926 году вступил в ВКП(б).
В 1937 году — главный редактор журнала «Искусство кино».
Заместитель начальника сценарного отдела Государственного комитета по делам кинематографии при СНК СССР.
6 июля 1941 года записался добровольцем в народное ополчение.
С июля по сентябрь 1941 года служил редактором дивизионной газеты 1-й стрелковой дивизии народного ополчения Ленинского района Москвы. С сентября 1941 по март 1942 года — инструктор по печати отдела агитации и пропаганды политуправления Западного фронта. С апреля 1942 по апрель 1945 года старший инструктор по печати отдела агитации и пропаганды политуправления Западного фронта, 2-го Белорусского фронта.
В 1943 году подготовил для Воениздата брошюру «Вяземская трагедия», в которой привёл свидетельства оставшихся в живых горожан, акты, цифры и снимки военных преступлений гитлеровцев.
Демобилизован в ноябре 1945 года в звании майора.
В 1946—1950 годах — начальник Главного управления по производству художественных фильмов министерства кинематографии СССР. В 1946 году после снятия с должности Ивана Пырьева некоторое время был также главным редактором журнала «Искусство кино», подписав в печать первый номер за 1947 год.
В 1950—1953 годах — заместитель министра кинематографии СССР по сценарным вопросам, в 1953—1954 годах — заместитель начальника Главного управления кинематографии Министерства культуры СССР, в 1954—1959 годах — заместитель министра культуры РСФСР.
Умер в 1982 году в Москве.

## Награды
- Орден Трудового Красного Знамени (6 марта 1950 года) — за выдающиеся заслуги в развитии советской кинематографии, в связи с 30-летием[5]
- Орден Отечественной войны I степени
- Орден Отечественной войны II степени
- Орден Красной Звезды
- Медаль «За оборону Москвы»
- Медаль «За победу над Германией в Великой Отечественной войне 1941—1945 гг.»